# 吹上町中原
吹上町中原（ふきあげちょうなかはら）は、鹿児島県日置市の大字。旧阿多郡伊作郷中原村、阿多郡伊作村大字中原、日置郡伊作町大字中原、日置郡吹上町中原。人口は1,500人、世帯数は657世帯（2020年10月1日現在）。郵便番号は899-3301。

## 地理
日置市の南部、伊作川の中流域に位置している。字域の北方には吹上町田尻、吹上町花熟里、南方には吹上町中之里、東方には吹上町湯之浦、吹上町与倉、西方には吹上町今田がそれぞれ接しており、西方の一部が東シナ海に面している。
西部に薩摩湖などの湖沼が広がり、付近には松林（防砂林）が広がっている。字域の南部には吹上市街地があり、日置市役所吹上支所、日置市立伊作小学校などが所在している。
1984年（昭和59年）までは字域内を鹿児島交通枕崎線が南北に通っており、市街地の西端あたりに伊作駅、中部に薩摩湖駅、北部に吹上浜駅が所在していた。伊作駅は現在、バスターミナル及びふきあげ図書館となっている。また、線路跡は現在自転車道に転用されており、一部は鹿児島県道加世田日吉自転車道線となっている。
中央部には国道270号が南北に通り、南部の中原交差点より東方（鹿児島市方面）に向けて鹿児島県道22号谷山伊作線、西方に向けて鹿児島県道294号湯之浦伊作停車場線が通り、県道294号は伊作駅跡で終点となっている。北部には日置市立吹上中学校が所在しており、付近にある吹上中前交差点では国道270号から北東方面に鹿児島県道296号田之頭吹上線が分岐している。

### 河川
- 伊作川

### 湖沼
- 薩摩湖

## 歴史

### 成立から町村制施行まで
中原という地名は鎌倉期より見え、薩摩国伊作荘の名田名であった。正応2年の伊作荘領家雑掌地頭代など和与状に下司名として見え、その規模は居屋敷及び一門輩居園が26か所、名頭園16か所とある。
江戸期には薩摩国阿多郡伊作郷（外城）のうちであり、村高は「天保郷帳」では1,550石余、「旧高旧領」では791石余とある。

### 町村制施行以降
1889年（明治22年）に伊作村の大字「中原」となり、1922年（大正11年）には伊作村が町制施行し伊作町の大字となった。その後1930年（昭和5年）には伊作町が永吉村と新設合併し吹上町の大字「中原」となった。
2005年（平成17年）に吹上町が日吉町、伊集院町、東市来町と合併し日置市となり、大字名は従来の大字名に旧自治体名を冠した名称となり、「吹上町中原」となった。

## 施設
公共
- 日置市役所吹上支所
- 鹿児島県警察日置警察署吹上交番[3]
- 日置市吹上歴史民俗資料館
- 吹上中央公民館
- ふきあげ図書館
- 吹上浜公園体育館

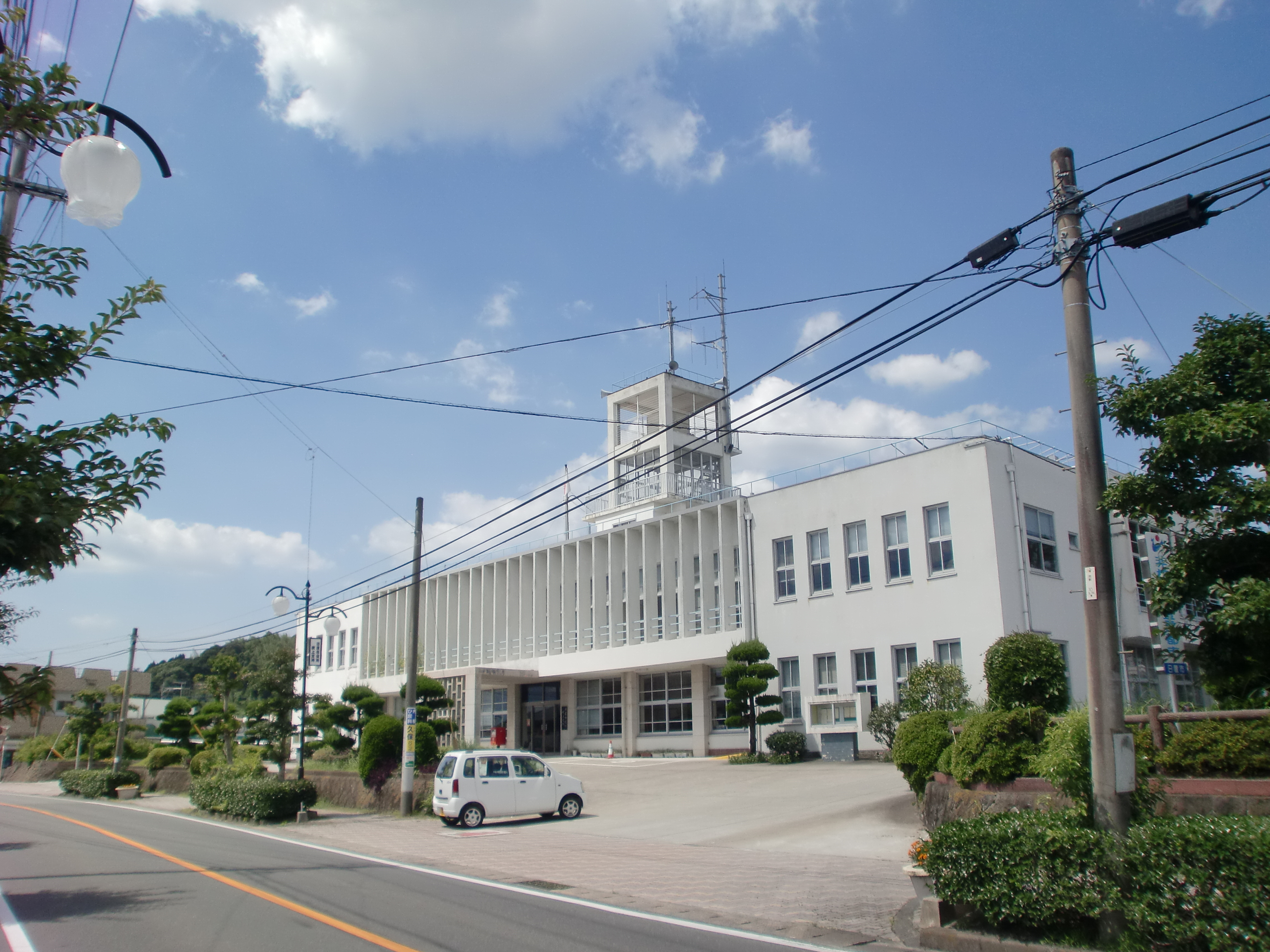
日置市役所吹上支所（旧・吹上町役場）

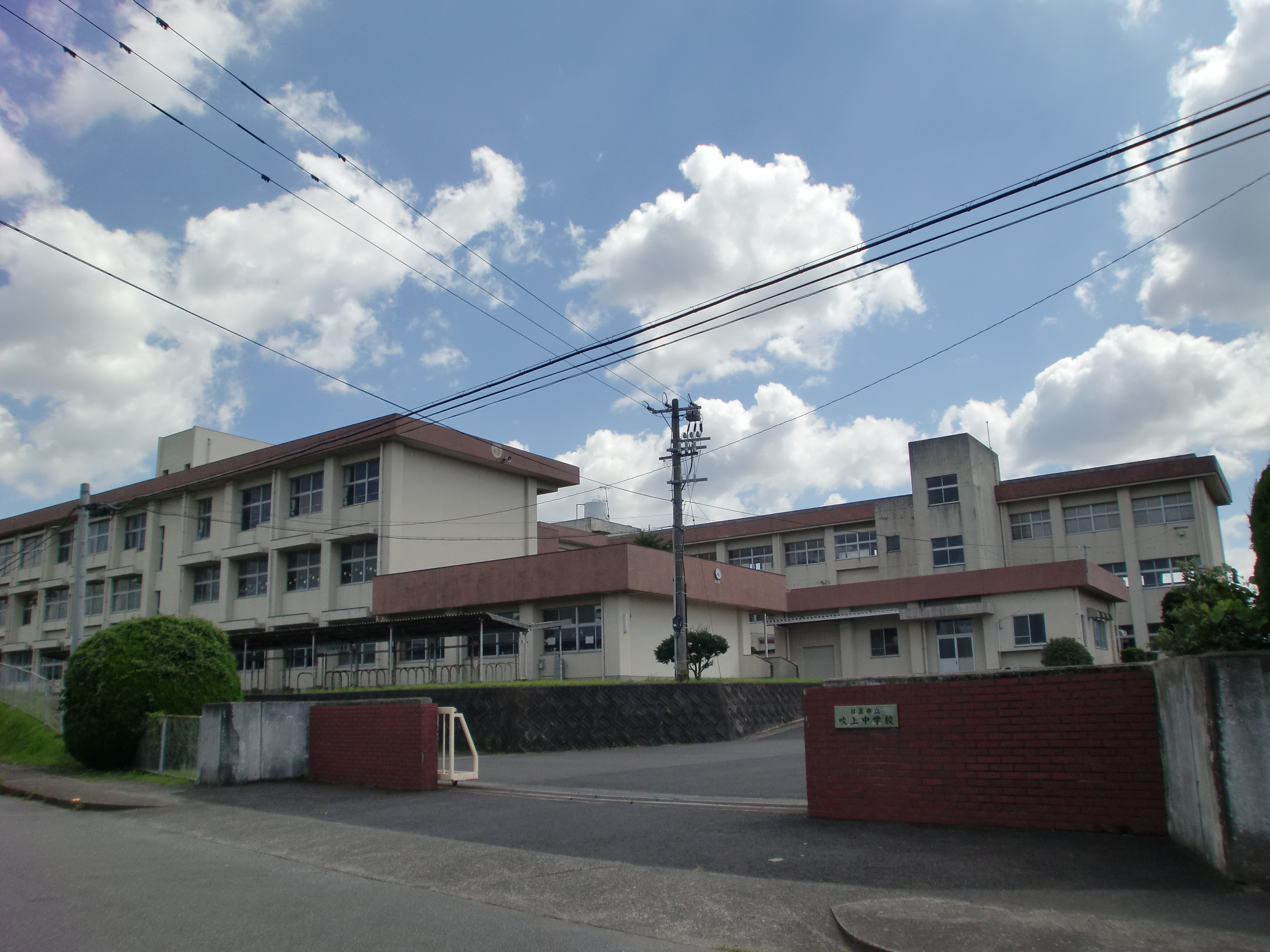
日置市立吹上中学校

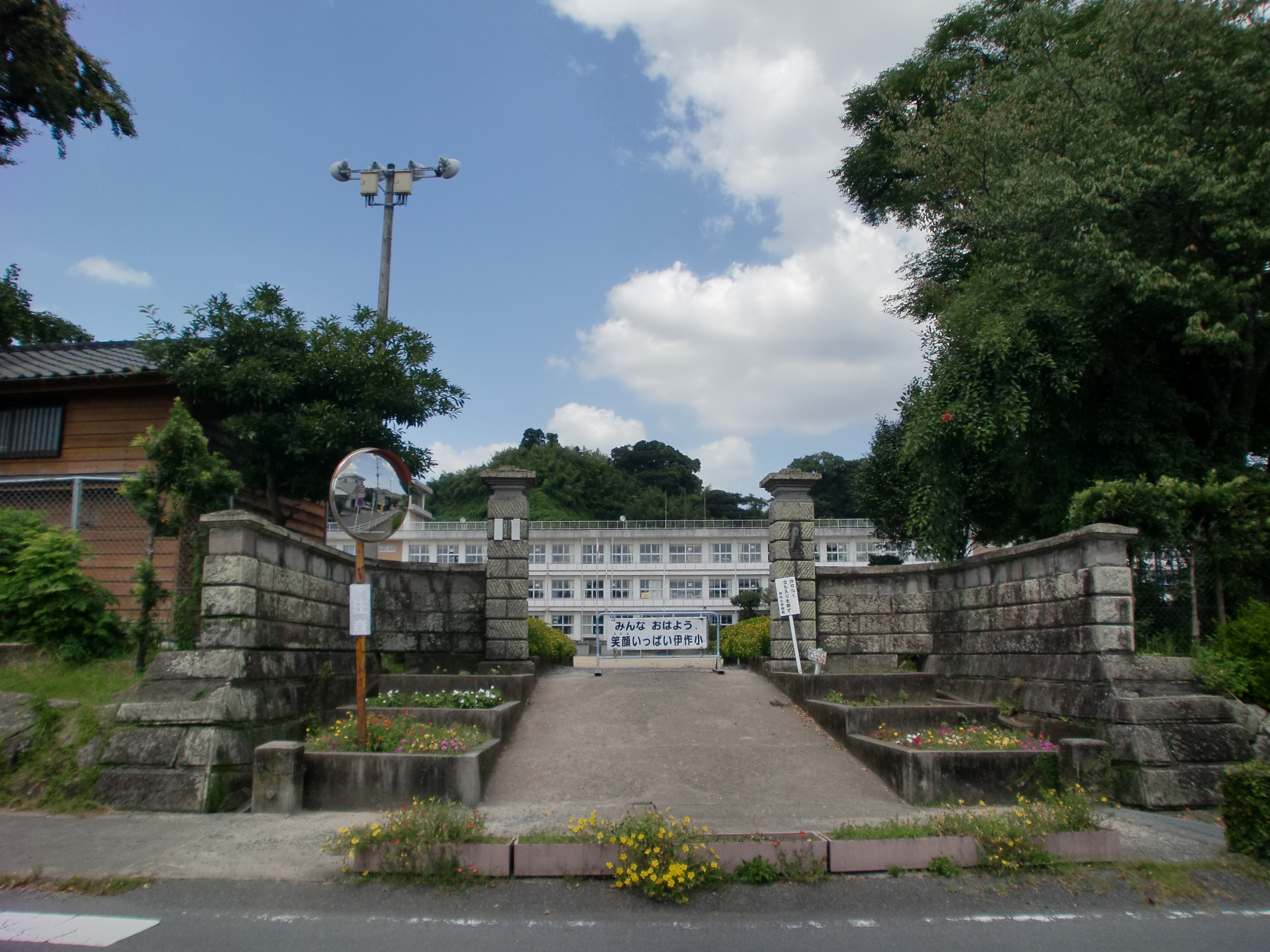
日置市立伊作小学校

- 健康交流館ゆーぷる吹上（1998年4月オープン[4]）
- 中央公園

教育
- 日置市立吹上中学校
- 日置市立伊作小学校
- 吹上中央保育園

郵便局
- 吹上郵便局

寺社
- 蛭子神社
- 石亀神社
- 大汝牟遅神社

## 小・中学校の学区
市立小・中学校に通う場合、学区（校区）は以下の通りとなる
| 大字       | 番地 | 小学校             | 中学校             |
| ---------- | ---- | ------------------ | ------------------ |
| 吹上町中原 | 全域 | 日置市立伊作小学校 | 日置市立吹上中学校 |

## 交通

### 道路
国道
- 国道270号

県道
- 鹿児島県道22号谷山伊作線
- 鹿児島県道294号湯之浦伊作停車場線
- 鹿児島県道296号田之頭吹上線

自転車道
- 鹿児島県道加世田日吉自転車道線